# Ivan Lanni
Ivan Lanni (Alatri, 30 giugno 1990) è un ex calciatore italiano, di ruolo portiere.

## Caratteristiche tecniche
Portiere reattivo tra i pali, dotato di ottimi riflessi, che abbina un notevole senso della posizione a eccellenti mezzi fisici. Si distingue anche per la capacità di neutralizzare i tiri dal dischetto. Pecca nelle uscite alte.

## Carriera
Muove i suoi primi passi nel vivaio del Frosinone, prima di essere prelevato dalla Roma, che lo inserisce nel proprio settore giovanile. In seguito passa in prestito al Lecce per una stagione. Il 28 luglio 2009 viene acquistato dal Grosseto, che il 31 agosto lo cede al Pisa, in Serie D. Esordisce tra i professionisti il 6 settembre contro il Valleverde Riccione. Il 18 aprile 2010 il Pisa si impone per 1-0 sul Pontedera, ottenendo - con quattro giornate d'anticipo - la promozione in terza serie. Con l'arrivo di Dino Pagliari sulla panchina dei toscani perde il posto tra i pali a favore di Maurizio Pugliesi.
Il 21 luglio 2011 fa ritorno al Grosseto, sottoscrivendo un contratto triennale. Il 27 ottobre 2012 - a causa dell'indisponibilità dell'estremo difensore titolare Nicolás Bremec - fa il suo debutto sia in Serie B, che con i biancorossi, in occasione di Grosseto-Ternana (1-1). In seguito ai continui acciacchi subiti da quest'ultimo, diventa il portiere titolare della rosa. Il 26 dicembre 2012, in occasione della trasferta persa 1-0 contro il Bari, ha parato il suo primo rigore in serie cadetta, respingendo la conclusione dal dischetto di Francesco Caputo. Nel corso della stagione si rende autore di ottime prestazioni.
Rescisso il contratto che lo legava ai biancorossi, il 30 maggio 2014 firma un biennale con l'Ascoli. Esordisce con i bianconeri il 9 agosto nell'incontro vinto 3-4 contro il Gubbio. Il 14 aprile 2015 rinnova il proprio contratto fino al 2017. Nonostante l'eliminazione subita ai play-off, i declassamenti di Teramo e Catania - per illecito sportivo - portano all'ammissione dell'Ascoli in Serie B. Il 4 febbraio 2016 sottoscrive un nuovo contratto con i bianconeri valido fino al 2018, con relativo adeguamento economico.
Il 31 gennaio 2020 viene ceduto al Novara in cambio di Gabriele Marchegiani. L'11 agosto 2021 viene ingaggiato dal Siena. Nel 2022 viene nominato capitano della squadra. Nel 2023 annuncia il ritiro all'età di 33 anni.

## Statistiche

### Presenze e reti nei club
| Stagione        | Squadra         | Campionato      | Campionato | Campionato | Coppe nazionali | Coppe nazionali | Coppe nazionali | Coppe continentali | Coppe continentali | Coppe continentali | Altre coppe | Altre coppe | Altre coppe | Totale | Totale |
| Stagione        | Squadra         | Comp            | Pres       | Reti       | Comp            | Pres            | Reti            | Comp               | Pres               | Reti               | Comp        | Pres        | Reti        | Pres   | Reti   |
| --------------- | --------------- | --------------- | ---------- | ---------- | --------------- | --------------- | --------------- | ------------------ | ------------------ | ------------------ | ----------- | ----------- | ----------- | ------ | ------ |
| 2009-2010       | Pisa            | D               | 25         | -12        | CI-D            | -               | -               | -                  | -                  | -                  | PS          | 3           | -4          | 28     | -16    |
| 2010-2011       | Pisa            | 1D              | 22         | -29        | CI-LP           | 3               | -4              | -                  | -                  | -                  | -           | -           | -           | 25     | -33    |
| Totale Pisa     | Totale Pisa     | Totale Pisa     | 47         | -41        |                 | 3               | -4              |                    | -                  | -                  |             | 3           | -4          | 53     | -49    |
| 2011-2012       | Grosseto        | B               | 0          | 0          | CI              | 0               | 0               | -                  | -                  | -                  | -           | -           | -           | 0      | 0      |
| 2012-2013       | Grosseto        | B               | 32         | -54        | CI              | 0               | 0               | -                  | -                  | -                  | -           | -           | -           | 32     | -54    |
| 2013-2014       | Grosseto        | 1D              | 29         | -31        | CI+CI-LP        | 2+2             | -5 + -3         | -                  | -                  | -                  | -           | -           | -           | 33     | -39    |
| Totale Grosseto | Totale Grosseto | Totale Grosseto | 61         | -85        |                 | 4               | -8              |                    | -                  | -                  |             | -           | -           | 65     | -93    |
| 2014-2015       | Ascoli          | LP              | 36+1       | -33 + -4   | CI-LP           | 2               | -6              | -                  | -                  | -                  | -           | -           | -           | 39     | -43    |
| 2015-2016       | Ascoli          | B               | 33         | -48        | CI              | 1               | -2              | -                  | -                  | -                  | -           | -           | -           | 34     | -50    |
| 2016-2017       | Ascoli          | B               | 41         | -46        | CI              | 1               | -2              | -                  | -                  | -                  | -           | -           | -           | 42     | -48    |
| 2017-2018       | Ascoli          | B               | 28         | -42        | CI              | 2               | -4              | -                  | -                  | -                  | -           | -           | -           | 30     | -46    |
| 2018-2019       | Ascoli          | B               | 14         | -19        | CI              | 1               | -4              | -                  | -                  | -                  | -           | -           | -           | 15     | -23    |
| 2019-gen. 2020  | Ascoli          | B               | 3          | -3         | CI              | 3               | -4              | -                  | -                  | -                  | -           | -           | -           | 6      | -7     |
| Totale Ascoli   | Totale Ascoli   | Totale Ascoli   | 155+1      | -191 + -4  |                 | 10              | -22             |                    | -                  | -                  | -           | -           | -           | 166    | -217   |
| gen.-ago. 2020  | Novara          | C               | 3+4        | -4 + -4    | CI+CI-C         | -               | -               | -                  | -                  | -                  | -           | -           | -           | 7      | -8     |
| 2020-2021       | Novara          | C               | 34         | -48        | CI              | 2               | -4              | -                  | -                  | -                  | -           | -           | -           | 36     | -52    |
| Totale Novara   | Totale Novara   | Totale Novara   | 37+4       | -52 + -4   |                 | 2               | -4              |                    | -                  | -                  |             | -           | -           | 43     | -60    |
| 2021-2022       | Siena           | C               | 38         | -41        | CI-C            | 1               | -1              | -                  | -                  | -                  | -           | -           | -           | 39     | -42    |
| 2022-2023       | Siena           | C               | 35         | -33        | CI-C            | 0               | 0               | -                  | -                  | -                  | -           | -           | -           | 35     | -33    |
| Totale Siena    | Totale Siena    | Totale Siena    | 73         | -74        |                 | 1               | -1              |                    | -                  | -                  |             | -           | -           | 74     | -75    |
| Totale carriera | Totale carriera | Totale carriera | 378        | -451       |                 | 20              | -39             |                    | -                  | -                  |             | 3           | -4          | 401    | -494   |

## Palmarès

### Club

#### Competizioni nazionali
- Serie D: 1

Pisa: 2009-2010 (Girone D)